# Durango (Colorado)
Durango je město na jihozápadě Colorada, v blízkosti hranice s Novým Mexikem, ve Spojených státech amerických. Nachází se v okrese La Plata County. Durango bylo založeno v roce 1880, v období rychlého rozšiřování důlní těžby. Později se přeměnilo na logistické a přepravní centrum (odkud se přepravují zemědělské výrobky a nerostné suroviny). Durango je také jedním z center turistického ruchu v Coloradu. S městem Silverton spojuje Durango historická úzkokolejná železnice (Durango & Silverton Narrow Gauge Railroad (1882)).
Města Durango - Silverton a Ouray pak propojuje scénická silnice (U.S. Route 550) nazývaná Million-Dollar Highway. Durango má rozlohu 36 km2 a žije zde okolo 17 000 obyvatel.

## Geografie
Durango leží na řece Animas River, na jižním úpatí pohoří San Juan Mountains, v nadmořské výšce 1 983 m.

### Podnebí
Durango má vlhké kontinentální podnebí. Léta jsou zde teplá, zimy chladné se sněhem. Srážky jsou až na pozdní období jara (kdy je méně srážek) vyrovnané v průběhu celého roku. Celkový roční úhrn je 532 mm.

| Durango – podnebí                      | Durango – podnebí | Durango – podnebí | Durango – podnebí | Durango – podnebí | Durango – podnebí | Durango – podnebí | Durango – podnebí | Durango – podnebí | Durango – podnebí | Durango – podnebí | Durango – podnebí | Durango – podnebí | Durango – podnebí |
| Období                                 | leden             | únor              | březen            | duben             | květen            | červen            | červenec          | srpen             | září              | říjen             | listopad          | prosinec          | rok               |
| -------------------------------------- | ----------------- | ----------------- | ----------------- | ----------------- | ----------------- | ----------------- | ----------------- | ----------------- | ----------------- | ----------------- | ----------------- | ----------------- | ----------------- |
| Průměrné denní maximum [°C]            | 4,9               | 7,7               | 12,7              | 17,1              | 22,3              | 27,5              | 30                | 28,7              | 24,7              | 18,3              | 10,3              | 4,9               | 17,4              |
| Průměrné denní minimum [°C]            | −9,7              | −7                | −3,4              | −0,4              | 4,1               | 8,4               | 12,5              | 11,7              | 7,4               | 1,4               | −4,9              | −9,3              | 0,9               |
| Průměrné srážky [mm]                   | 58,4              | 45,5              | 36,1              | 38,9              | 44,7              | 29,5              | 45                | 71,4              | 55,6              | 51,3              | 41,7              | 44,4              | 562,5             |
| Zdroj: Western Regional Climate Center |                   |                   |                   |                   |                   |                   |                   |                   |                   |                   |                   |                   |                   |